# Лејк Батлер (Флорида)
Лејк Батлер (енгл. Lake Butler) град је у америчкој савезној држави Флорида. По попису становништва из 2010. у њему је живело 1.897 становника.

## Демографија
Према попису становништва из 2010. у граду је живело 1.897 становника, што је 30 (1,6%) становника мање него 2000. године.
| Група             | 2000.         | 2010.         |
| Белци             | 1.206 (62,6%) | 1.280 (67,5%) |
| Афроамериканци    | 613 (31,8%)   | 506 (26,7%)   |
| Азијати           | 16 (0,8%)     | 7 (0,4%)      |
| Хиспаноамериканци | 71 (3,7%)     | 82 (4,3%)     |
| Укупно            | 1.927         | 1.897         |